# Aphelandra latibracteata
Aphelandra latibracteata är en akantusväxtart som beskrevs av Wasshausen. Aphelandra latibracteata ingår i släktet Aphelandra och familjen akantusväxter. Inga underarter finns listade i Catalogue of Life.